# Linhares (Paredes de Coura)
Linhares ist ein Ort und eine ehemalige Gemeinde (Freguesia) im nordportugiesischen Kreis Paredes de Coura. Die Gemeinde hatte 196 Einwohner (Stand 30. Juni 2011).
Am 29. September 2013 wurden die Gemeinden Linhares und Cossourado zur neuen Gemeinde União das Freguesias de Cossourado e Linhares zusammengeschlossen.